# عناصر، بخش دو
«عناصر، بخش دو» (به انگلیسی: Elements, Pt. 2) آلبومی از استراتوواریوس است که در ۴ نوامبر ۲۰۰۳ منتشر شد.